# Мраморен дворец
Мраморният дворец (на руски: Мраморный дворец) е дворец в град Санкт Петербург, Русия.
Разположен е на Адмиралтейския остров, между Марсово поле и Дворцовата крайбрежна улица. Построен е между 1768 и 1785 година от императрица Екатерина II за нейния фаворит граф Григорий Орлов.
Проектът в неокласически стил е на архитекта Антонио Риналди. През 1930-те години дворецът е превърнат в музей, днес там се помещава филиал на Държавния руски музей.